# Cinegefélék

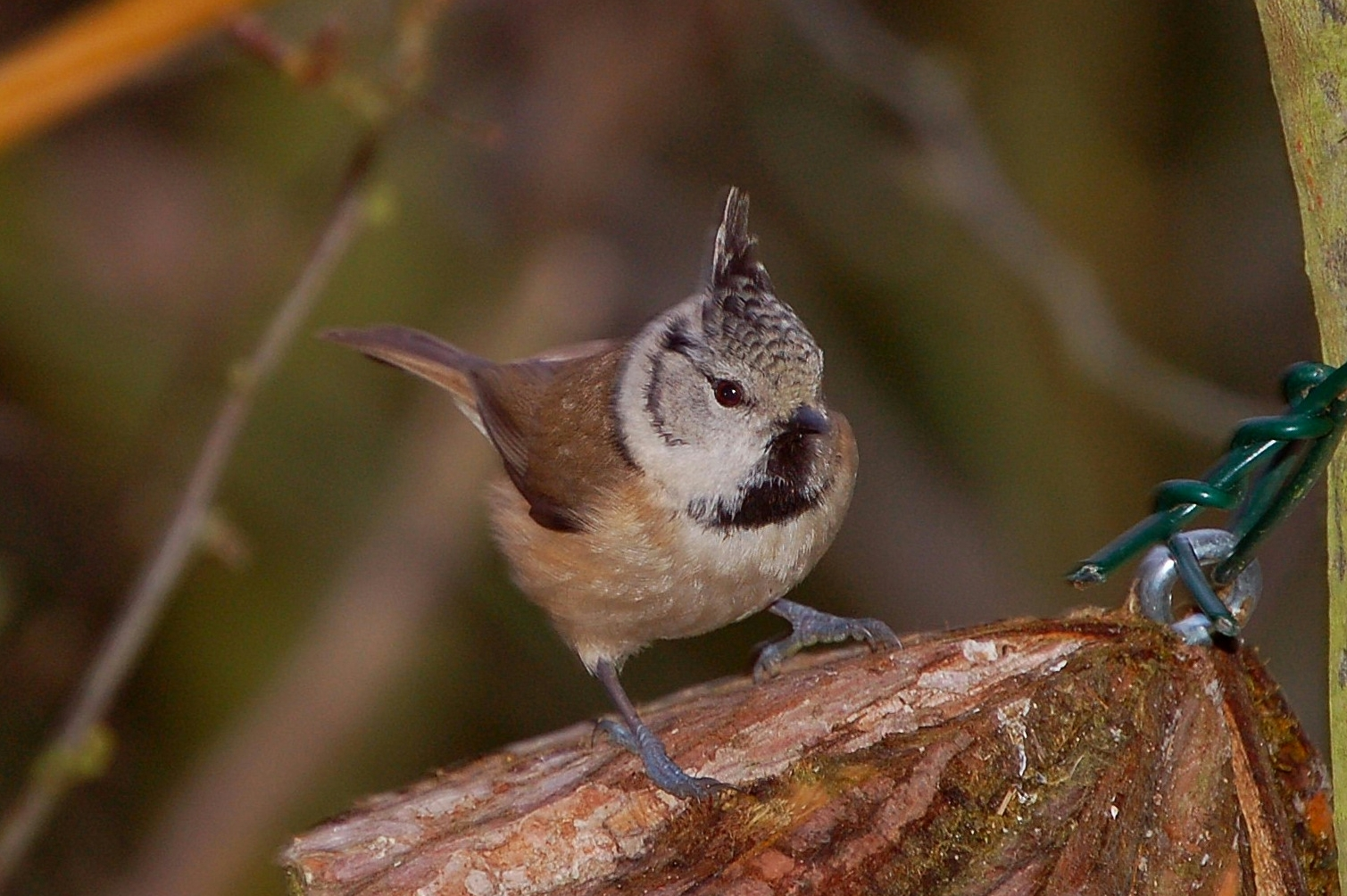
Búbos cinege (Lophophanes cristatus)

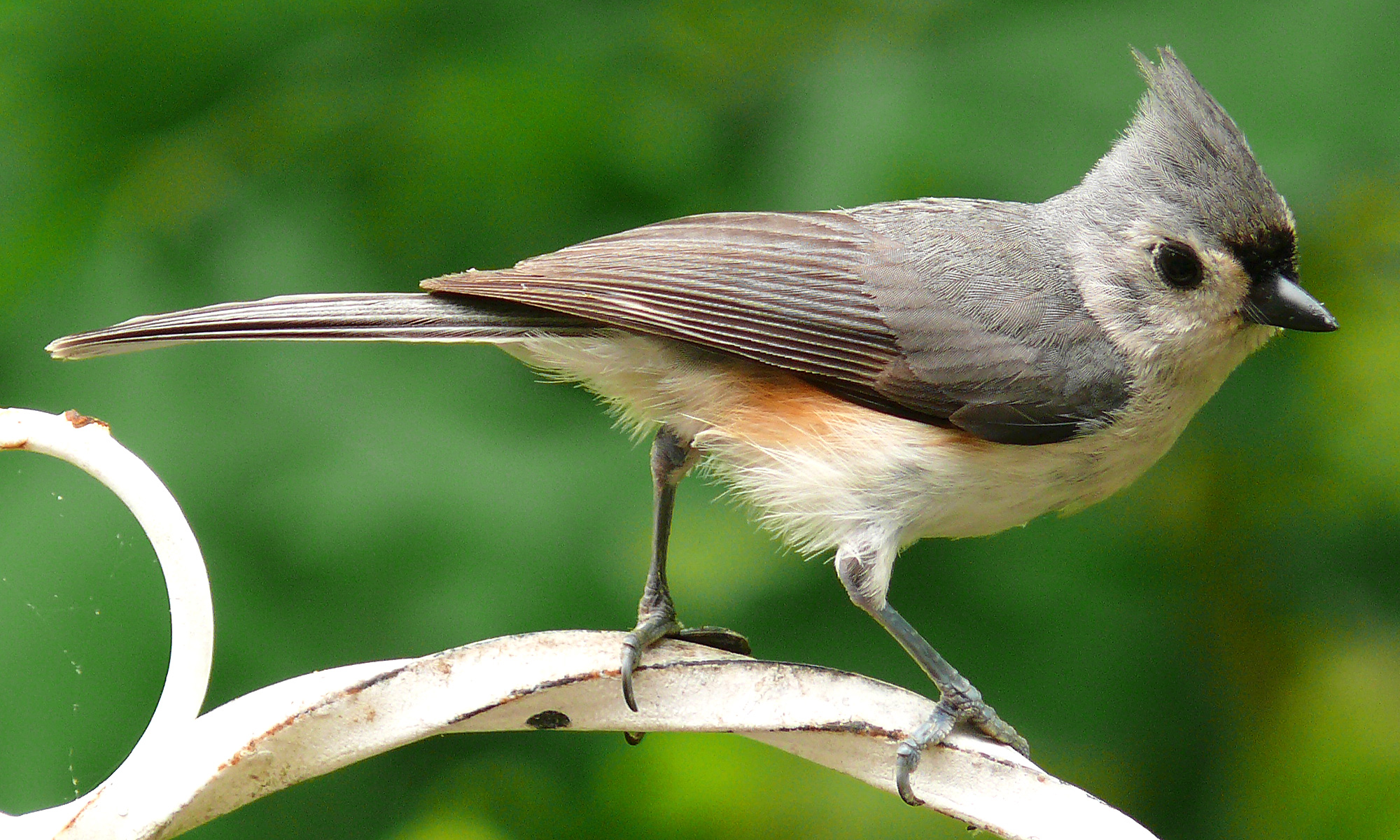
Indiáncinege (Baeolophus bicolor)

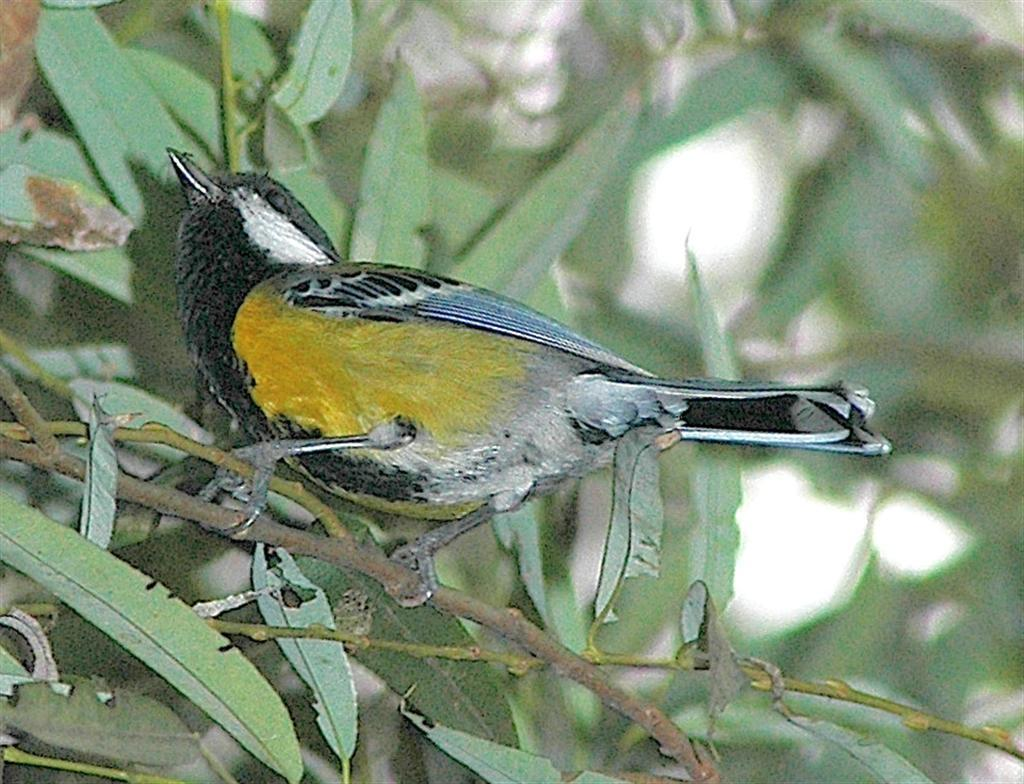
Hegyi széncinege (Parus monticolus)

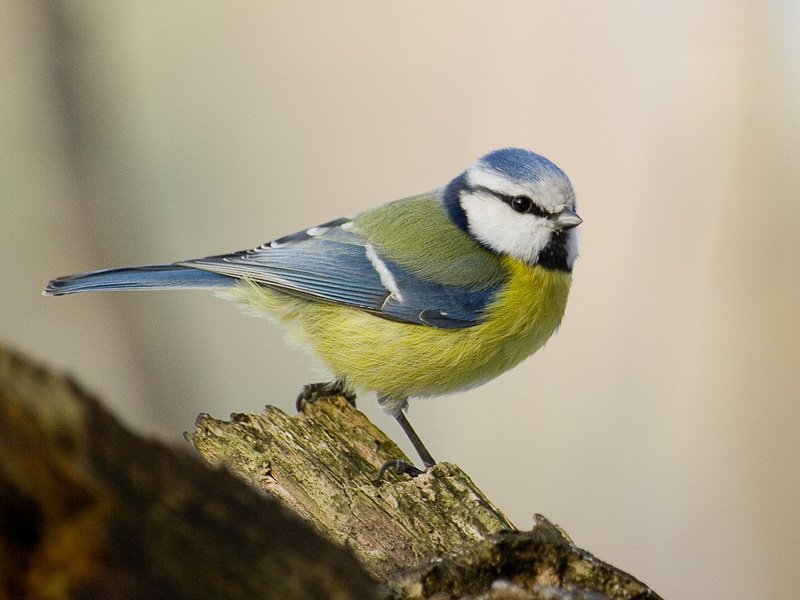
Kék cinege (Cyanistes caeruleus)

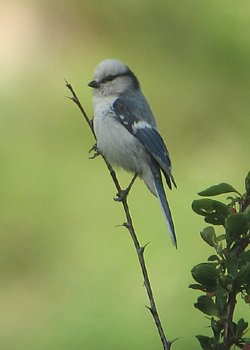
Lazúrcinege (Cyanistes cyanus)

A cinegefélék (Paridae) a madarak osztályának verébalakúak (Passeriformes) rendjébe tartozó család. 14 nem és 56 faj tartozik a családba. A korábbi rendszertani osztályozások a Parus nemhez sorolták az összes ide tartozó nemet. Köznapi nevük cinege vagy cinke. Magyarországon élő fajaikat a Magyar Madártani és Természetvédelmi Egyesület 1984-ben „Az év madaraivá” választotta.
A cinegeféléktől elkülönítjük a papagájcsőrűcinege-féléket (Paradoxornithidae), az őszapóféléket (Aegithalidae), a függőcinege-féléket (Remizidae) és a barkóscinege-féléket (Panuridae).

## Rendszerezés
A családba az alábbi nemek tartoznak (taxonómiai sorrendben):
- Cephalopyrus (Bonaparte, 1854) – 1 faj
- Sylviparus (Burton, 1836) – 1 faj
- Melanochlora (Lesson, 1839) – 1 faj
- Periparus (Sélys Longchamps, 1884) – 3 faj
- Pardaliparus (Sélys Longchamps, 1884) – 3 faj
- Lophophanes (Kaup, 1829) – 2 faj
- Baeolophus (Cabanis, 1850) – 5 faj
- Sittiparus (Selys-Longchamps, 1884) – 5 faj
- Poecile (Kaup, 1829) – 15 faj
- Cyanistes (Kaup, 1829) – 3 faj
- Pseudopodoces (Zarudny & Loudon, 1902) – 1 faj
- Parus (Linnaeus, 1758) – 4 faj
- Machlolophus (Cabanis, 1850) – 5 faj
- Melaniparus (Bonaparte, 1850) – 15 faj

## A Kárpát-medencében költő cinegefélék
A Kárpát-medencében állandóan fészkelő fajok:
- barátcinege (Poecile palustris)
- búbos cinege (Lophophanes cristatus)
- fenyvescinege (Periparus ater)
- füstös cinege (Poecile lugubris) - csak Erdély délkeleti részén
- kék cinege (Cyanistes caeruleus)
- kormosfejű cinege (Poecile montanus)
- széncinege (Parus major)

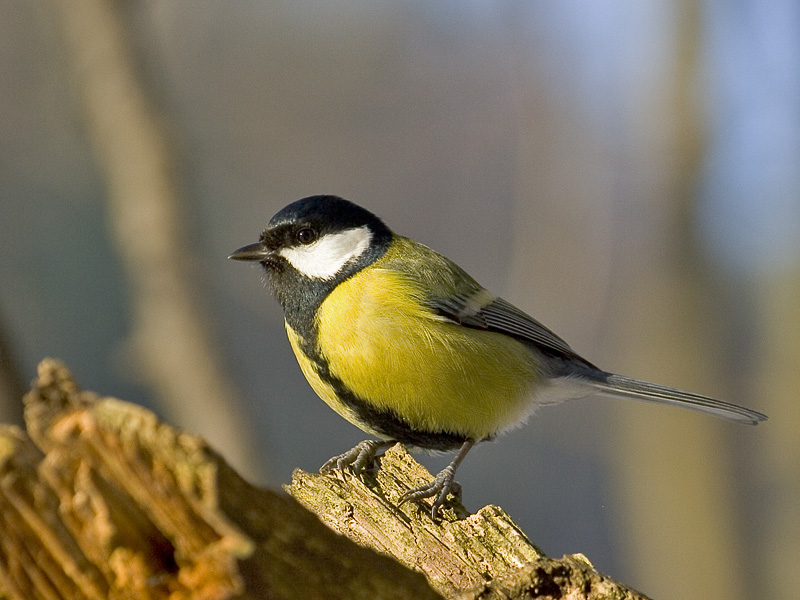
Széncinege
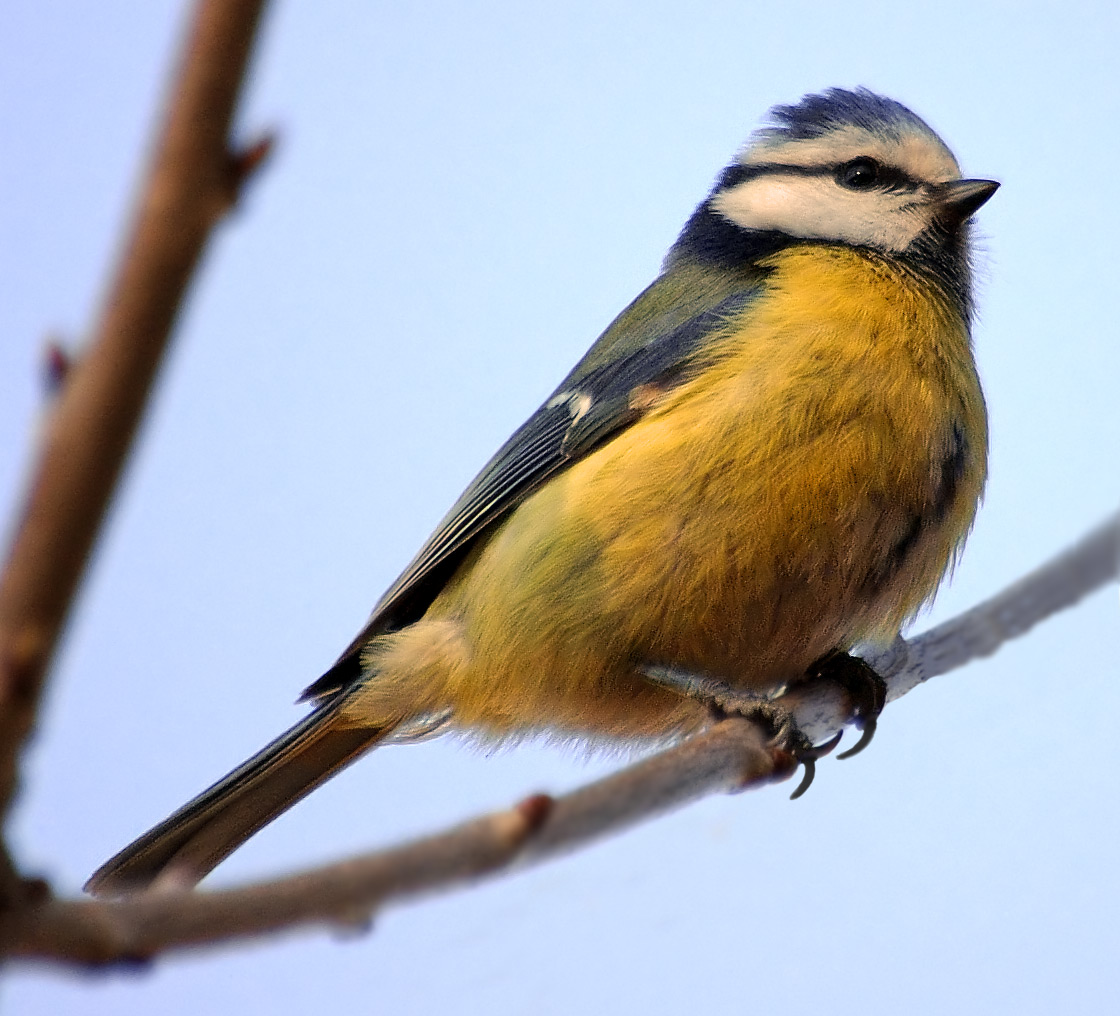
Kék cinege
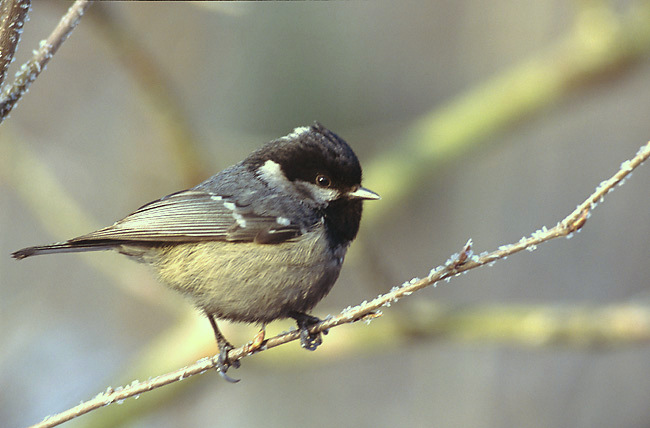
Fenyvescinege
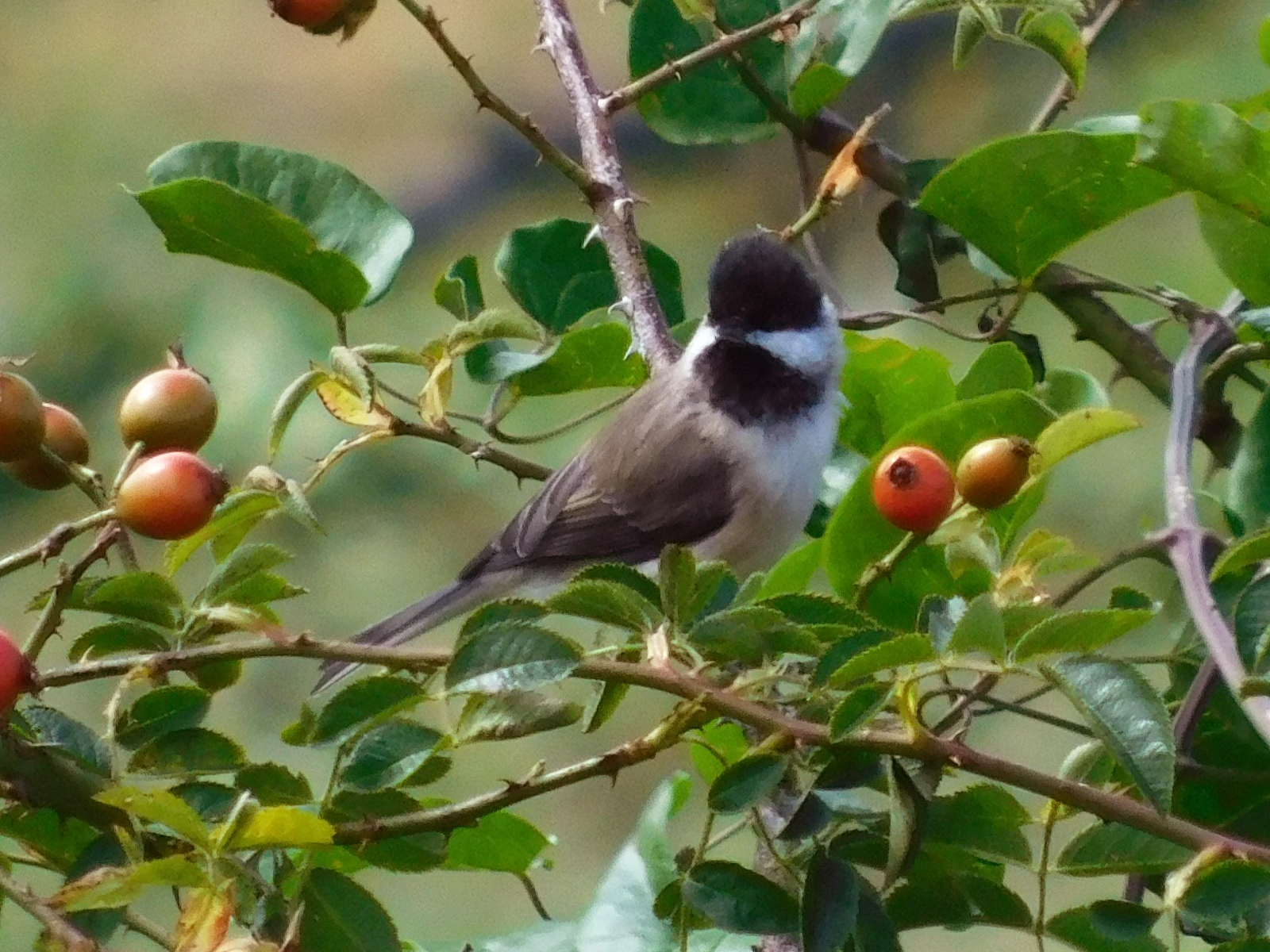
Füstös cinege
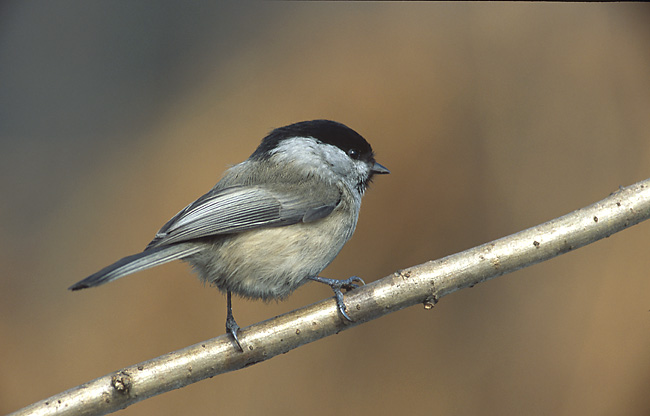
Kormosfejű cinege
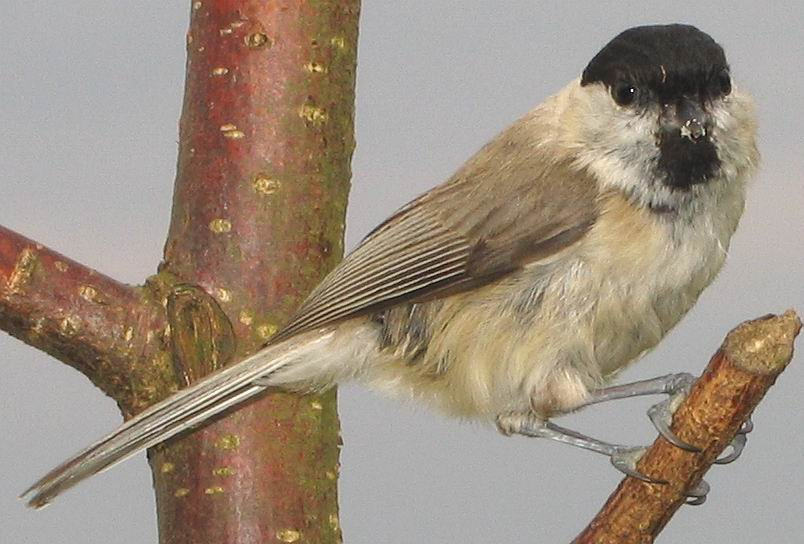
Barátcinege
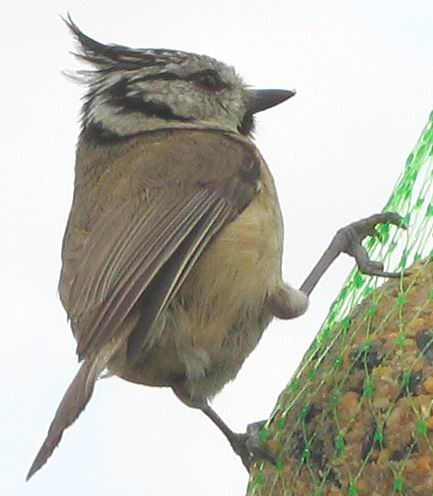
Búbos cinege